# Operation nach Ross

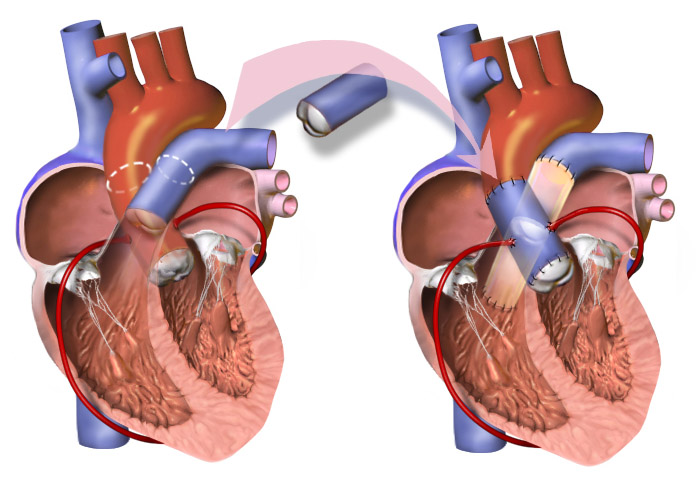
Operation nach Ross

Die Operation nach Ross (kurz Ross-OP, englisch Ross procedure) ist eine Operation am Herzen, bei der eine degenerierte Aortenklappe durch die patienteneigene gesunde Pulmonalklappe ersetzt wird. Anstelle dieser wird ein Spenderpräparat (Allotransplantat) eingepflanzt. Die Operation wird bei Kindern mit gutem Erfolg durchgeführt, während die Ergebnisse bei Erwachsenen kontroverser diskutiert werden.
Vorteilhaft ist die fehlende Notwendigkeit einer Gerinnungshemmung (Antikoagulation) wie bei einem künstlichen Klappenersatz, da kein Fremdmaterial implantiert wird, sowie bessere hämodynamische Eigenschaften. Als Nachteil wird oft formuliert, dass die Erkrankung einer Herzklappe eine Operation an zwei Klappen erfordert.

## Geschichte
Lower implantierte 1960 im Tierversuch die Pulmonalklappe in die Aorta ascendens und Pillsbury 1966 in die Aortenklappenwurzel. Ein Jahr später gelang Donald Ross, nach dem das Verfahren benannt ist, der erste klinische Aortenklappenersatz mit einer autologen Pulmonalklappe. Aufgrund der Komplexität dieser Operation einerseits und der sich andererseits rasch entwickelnden, einfach zu implantierenden mechanischen Ersatzventilen und Bioprothesen fand die Ross-Operation zunächst keine weitere Verbreitung. Erst durch die Publikationen exzellenter klinischer Ergebnisse Ende der 80er Jahre und den immer deutlicher werdenden Nachteilen der herkömmlichen Ersatzventile gewann dieses Verfahren an Attraktivität.
Seit 1987 ist weltweit ein Anstieg der Operationszahlen von anfangs 30 Eingriffen pro Jahr auf über 600 im Jahr 1996 zu verzeichnen. Die Gesamtanzahl der Ross-Operationen betrug bis Mitte 2003 rund 5500 Operationen.